# Галан Любов Михайлівна
Галан Любов Михайлівна (нар. 31 липня 1996) — українська правозахисниця. Співзасновниця та очільниця правозахисного центру для військовослужбовців «Принцип» (з 2023), співзасновниця благодійної організації з допомоги війську Frontline.Care (з 2022).

## Біографія
Народилася і виросла у Львові. Історикиня за освітою — навчалася на кафедрі історії Національного університету «Києво-Могилянська академія» (2013—2019). У 2017 році отримала ступінь бакалавра, а у 2019 році — магістра. У 2021 році вступила на аспірантуру НАУКМА.
У 17 років, на першому курсі університету, була учасницею Революції гідності (2013—2014). Після цього ще у студентські роки почала займатися правозахистом. Волонтерила в Центрі громадянських свобод, а у 2017—2020 працювала координаторкою проєктів у цій організації. У Центрі громадянських свобод працювала з тематикою свободи мирних зібрань та роботи поліції, зокрема реформи поліції.
Протягом 2020—2022 років працювала у Київській школі економіки та громадській організації Схід SOS, а також була консультанткою Всесвітньої організаціїї охорони здоров'я.
Після початку повномасштабного російського вторгнення стала співзасновницею двох організацій, які займаються тематикою допомоги військовим та їх захисту:
У квітні 2022 разом з іншими випускниками Києво-Могилянської академії заснувала благодійну організацію Frontline.Care, яка надає волонтерську допомогу українській армії.
У 2023 році разом із адвокатом та військовим Масі Найємом заснувала громадську організацію «Принцип» та очолила її. Організація займається підтримкою та правовим захистом українських військових і ветеранів.

## Відзнаки
- 2023 — одна зі списку «30 до 30: Творці майбутнього» Forbes Україна[6]
- 2023 — одна зі списку лідерів України УП-100 (разом з Масі Найємом)[9]
- 2024 — Відзнака Президента України «Золоте серце»[10]